# ایکیتلی سانایی (متروی استانبول)
ایکیتلی سانایی (انگلیسی: İkitelli Sanayi) یکی از ایستگاه‌های خط ام۳ و  و ام۹ متروی استانبول است.
این ایستگاه که در منطقه باشاک‌شهر قرار دارد در سال ۲۰۱۳ تأسیس شده‌است.